# Милан Жежељ
Милан Жежељ (Подурљај, код Доњег Лапца, 23. јануар 1917 — Београд, 28. јул 1995) био је учесник Народноослободилачке борбе, генерал-пуковник ЈНА и народни херој Југославије.

## Биографија
Рођен је 23. јануара 1917. године у селу Подурљају, код Срба (Доњи Лапац), у Лици. Потиче из сиромашне земљорадничке породице. После завршене основне школе, почео је да ради код богатијих сељака, а као петнаестогодишњи дечак запослио се у мајдану камена у Купирову. Извесно време до поласка у војску, радио је на изградњи железничке пруге Бихаћ–Книн.
За време одслужења војног рока у Војсци Краљевине Југославије, завршио је Трупну подофицирску школу. После одслужења кадровског рока вратио се у родно село. Због немогућности да нађе посао, ступио је у жандармеријску службу у чину поднаредника и пред почетак рата службовао је у месту Свети Јурај, у Хрватском приморју.

### Народноослободилачка борба
После окупације Краљевине Југославије и проглашења усташке Независне Државе Хрватске (НДХ), Милан се под утиском масовних покоља и прогона српског становништва прикључио у припреме за оружани устанак у свом родном крају. У првој устаничкој акцији у Хрватској, 27. јула 1941. године на Србаљском кланцу, Милан се са пушкомитраљезом налазио у групи бораца из Срба и Подурљаја, који су имали задатак да спрече долазак појачања од Отрића нападнутој посади у Србу. У овој акцији Милан се истакао када је с пушкомитраљезом учествовао у уништењу камиона с усташама.
У чети бораца из Срба, која је убрзо после првих устаничких акција пребацила на Дреновачу према Бихаћу, и одатле ишла у акције у Босну, он је, као пушкомитраљезац, код Горјевца опет уништио камион с усташама. У партизанском одреду „Чапајев“, формираном септембра 1941. године на Дреновачи, истакао се у борбама око Кулен Вакуфа и Доњег Лапца, а нарочито на Човки, 3. октобра 1941. године, када је Одред убио већи број непријатељских војника, међу којима четири официра, а међу њима и команданта 11. домобранског пука.
Због храбрости, исказане у дотадашњим борбама, Милан је 29. новембра 1941. године, приликом формирања батаљона „Марко Орешковић“, постављен за командира вода. Као командир вода, Милан се још више истицао у борбеним акцијама, а нарочито у току борби с италијанским снагама око Коренице, крајем 1941. и почетком 1942. године. У нападу на Доњи Лапац, 27. фебруара 1942. године, Милан је јуришао у стрељачком строју и без оружја савладао италијанског митраљесца. Непосредно после ослобођења Доњег Лапца примљен је у чланство Комунистичке партије Југославије (КПЈ).
Средином априла 1942. године, Милан је, као командир чете, са 32 борца ноћу отишао у Језеране, где се налазио јак усташко-домобрански гарнизон, и заузео цркву коју су усташе претвориле у утврђење. Пошто напад јединица споља није успео, он је целог дана с борцима остао опкољен у цркви, одбијајући нападе усташа и нападајући околне утврђене зграде. У току овог напада његова група је успела да зароби команданта гарнизона, а следеће ноћи Милан се с борцима пробио из окружења, уз губитке од двоје мртвих и једног рањеног.
Када је 7. маја 1942. године у ослобођеној Кореници формиран Први пролетерски батаљон Хрватске, Милан је постављен за његовог оперативног официра. Убрзо је постао заменик команданта, а потом и командант овог батаљона. Вештим командовањем и храброшћу истицао се у многим борбама батаљона у Лици, Далмацији, Горском котару, Хрватском приморју, Жумберку, Словенији и Кордуну. Посебно се истакао када је, 18. јула 1942. године, његов батаљон, заједно с Трећим батаљоном Првог приморско-горанског партизанског одреда, на путу између Сења и Новог, уништио батерију 57. артиљеријског пука италијанске дивизије „Ломбардија“, и почетком августа исте године, када су Први пролетерски батаљон и Ударни батаљон Другог приморско-горанског партизанског одреда, на путу између Герова и Црног Луга, ослободили 400 људи, жена и деце које су италијански фашисти спроводили у логор.
Приликом формирања Тринаесте хрватске бригаде „Јосип Краш“ (касније Тринаеста пролетерска ударна бригада „Раде Кончар“), 10. новембра 1942. године, Милан је постао командант Првог батаљона и заменик команданта бригаде. Значајан успех бригада је, заједно с Четвртом кордунашком бригадом, постигла почетком јануара 1943. године, заузимајући Крашиће, када је убијено око 200, а заробљено 314 усташа и домобрана. У току ове борбе Милан је рањен.
Априла 1943. године постављен је за команданта Тринаесте пролетерске ударне бригаде. Убрзо потом извео је, ноћу 28/29. маја, једну од успешнијих акција на Једриличарску школу у Светој Јани, код Загреба. Милан је, преобучен у домобранску ваздухопловну униформу, упао с групом борца на аеродром, разоружао стражу и нападом батаљона споља веома брзо сломио отпор изненађеног непријатеља. Тада је заробљено 70 домобрана, 56 питомаца, 4 официра и 4 наставника, а уништена су два авиона, као и више једрилица, све стамбене зграде и радионице на аеродрому. Под Милановом командом бригада је постигла још низ значајних успеха у борбама у Жумберку и Словенији, а затим у саставу Прве пролетерске дивизије у Босни и Србији, и приликом ослобођења Београда и Земуна. По ослобођењу Земуна, 22. октобра, постављен је за команданта града, док је за политичког комесара постављен Бранко Пешић.
Као искусног и способног руководиоца, Врховни штаб НОВ и ПОЈ га је 1. октобра 1944. године поставио за команданта тада формиране Гардијске бригаде. На тој дужности дочекао је крај рата, у којем је више пута рањаван.

### Послератни период
После ослобођења Југославије, Жежељ се налазио на разним дужностима у Југословенској народној армији (ЈНА) — био је командант Гардијске дивизије и командант Гарде ЈНА, ађутант Врховног команданта Оружаних снага ФНРЈ маршала Јосипа Броза Тита и начелник Команде граничних јединица. На месту команданта Гарде налазио се до 1961. и у том периоду је био један од најодговорнијих за Титову безбедност. Пензионисан је у чину генерал-пуковника ЈНА, 1975. године. Био је потпредседник Социјалистичког савеза радног народа и председник Савеза инвалида Југославије.
Такође је био члан Савета СР Хрватске до оставке 13. марта 1990. године. Оштро се противио демократизацији друштва у СФРЈ. Након формирања Хрватске демократске заједнице (ХДЗ), окарактерисао је њеног председника Фрању Туђмана као човека који „повампирује усташтво и рехабилитује Павелића”, против кога се Жежељ лично борио у рату. Након тога живео је пензионерски повучено.
Преминуо је 28. јула 1995. у Београду и сахрањен је у Алеји народних хероја на Новом гробљу у Београду.
Носилац је Партизанске споменице 1941. и других југословенских одликовања, међу којима су — Орден ратне заставе, Орден партизанске звезде са златним венцем, Орден заслуга за народ са златном звездом, Орден братства и јединства са златним венцем, Орден народне армије са ловоровим венцем, Орден за војне заслуге са великом звездом, Орден народне армије са златном звездом и Орден за храброст. Од иностраних се истичу се грчки Орден Феникса и етиопски Орден Менелика II оба у рангу Великог крста. Орденом народног хероја одликован је, међу првим борцима НОВ и ПОЈ, 12. јануара 1945. године.